# Blur (álbum de Blur)
Blur é o quinto álbum de estúdio da banda britânica Blur, lançado em 10 de fevereiro de 1997 pelo selo Food Records. A banda havia demonstrado uma posição crítica da cultura pop dos Estados Unidos, com seus discos anteriores associados ao movimento Britpop, especialmente Parklife (1994), que os levou à posição de uma das bandas pop mais proeminentes da Inglaterra. Mas, após o álbum anterior The Great Escape (1995) e o envolvimento do Blur em uma briga midiática com o Oasis, as publicações viraram suas costas para a banda e a relação entre os membros se desgastou.
Enquanto isso, Graham Coxon, guitarrista do Blur, se aproximava cada vez mais do underground americano contemporâneo, em especial bandas de indie rock como Pavement e Beck. Essas influências junto à desilusão com a mídia levaram a banda a uma mudança de estilos que seria a grande marca do disco. As gravações ocorreram em Londres e, depois, sob sugestão do cantor Damon Albarn, desejando se afastar do meio britânico, em Reykjavík. As canções no álbum foram descritas pelo baterista Dave Rowntree como sendo mais agressivas e emotivas do que as da discografia anterior do Blur, o que se alinha com a afirmação do produtor Stephen Street de que Damon começou a escrever letras baseadas em experiências pessoais.
Apesar da preocupação de ambas EMI (gravadora da banda) e da imprensa musical de que a mudança de estilos iria alienar os fãs da banda, então predominantemente adolescentes, e que isso levaria a baixas vendas, Blur, assim como seu primeiro single, "Beetlebum", alcançaram o primeiro lugar nas paradas do Reino Unido. O disco também alcançou o top 20 nas paradas musicais de outros 6 países, com o sucesso de "Song 2" levando Blur ao posto de álbum mais bem sucedido da banda nos Estados Unidos, onde a cena do Britpop não havia chamado atenção. O álbum recebeu críticas positivas e mistas da maioria dos críticos musicais, com muitos deles aprovando a mudança estilística assim como as novas composições de Damon Albarn.
| Críticas profissionais                                                      | Críticas profissionais |
| Avaliações da crítica                                                       | Avaliações da crítica  |
| Fonte                                                                       | Avaliação              |
| --------------------------------------------------------------------------- | ---------------------- |
| Allmusic                                                                    | [ 2 ]                  |
| Entertainment Weekly                                                        | (B+)                   |
| Pitchfork Media                                                             | (7.3/10)               |
| Rolling Stone                                                               | [ 7 ]                  |
| Esta tabela precisa de ser acompanhada por texto em prosa. Consulte o guia. |                        |

## Faixas
Todas as faixas escritas e compostas por Damon Albarn, Graham Coxon, Alex James e Dave Rowntree, exceto onde anotado. 
| N.º | Título                                            | Compositor(es)                                         | Duração |  |
| 1.  | "Beetlebum"                                       |                                                        | 5:04    |  |
| 2.  | "Song 2"                                          |                                                        | 2:02    |  |
| 3.  | "Country Sad Ballad Man"                          |                                                        | 4:50    |  |
| 4.  | "M.O.R."                                          | Albarn, David Bowie, Coxon, Brian Eno, James, Rowntree | 3:27    |  |
| 5.  | "On Your Own"                                     |                                                        | 4:26    |  |
| 6.  | "Theme from Retro"                                |                                                        | 3:37    |  |
| 7.  | "You're So Great"                                 | Coxon                                                  | 3:35    |  |
| 8.  | "Death of a Party"                                |                                                        | 4:33    |  |
| 9.  | "Chinese Bombs"                                   |                                                        | 1:24    |  |
| 10. | "I'm Just a Killer for Your Love"                 |                                                        | 4:11    |  |
| 11. | "Look Inside America"                             |                                                        | 3:50    |  |
| 12. | "Strange News from Another Star"                  |                                                        | 4:02    |  |
| 13. | "Movin' On"                                       |                                                        | 3:44    |  |
| 14. | "Essex Dogs" (inclui faixa escondida "Interlude") |                                                        | 8:08    |  |

| Blur 21 Disco Bônus |                                                                      |         |  |
| N.º                 | Título                                                               | Duração |  |
| 1.                  | "All Your Life"                                                      | 4:12    |  |
| 2.                  | "A Spell (For Money)"                                                | 3:30    |  |
| 3.                  | "Woodpigeon Song"                                                    | 1:43    |  |
| 4.                  | "Dancehall"                                                          | 3:11    |  |
| 5.                  | "Get Out of Cities"                                                  | 4:03    |  |
| 6.                  | "Polished Stone"                                                     | 2:43    |  |
| 7.                  | "Bustin' + Dronin'"                                                  | 6:32    |  |
| 8.                  | "M.O.R."                                                             | 3:02    |  |
| 9.                  | "Swallows in the Heatwave"                                           | 2:33    |  |
| 10.                 | "Death of a Party (7" Remix)"                                        | 4:19    |  |
| 11.                 | "Cowboy Song"                                                        | 4:07    |  |
| 12.                 | "Beetlebum"                                                          | 4:34    |  |
| 13.                 | "On Your Own"                                                        | 4:11    |  |
| 14.                 | "Country Sad Ballad Man" (versão acústica ao vivo)                   | 4:44    |  |
| 15.                 | "This Is a Low" (versão acústica ao vivo)                            | 3:32    |  |
| 16.                 | "M.O.R."                                                             | 3:18    |  |
| 17.                 | "Death of a Party" (ao vivo em Utrecht)                              | 4:16    |  |
| 18.                 | "Song 2"                                                             | 2:07    |  |
| 19.                 | "Movin' On (Mario Caldato Jr. Mix)" (Faixa Bônus exclusiva do Japão) | 3:46    |  |

## Certificações
| País                  | Certificação | Vendas    |
| --------------------- | ------------ | --------- |
| Austrália (ARIA)      | Ouro         | 35.000    |
| Canadá (Music Canada) | Platina      | 100.000   |
| Espanha (PROMUSICAE)  | Platina      | 100.000   |
| Estados Unidos (RIAA) | Ouro         | 679.000   |
| Japão (RIAJ)          | Platina      | 200.000   |
| Nova Zelândia (RMNZ)  | Platina      | 15.000    |
| Reino Unido (BPI)     | Platina      | 300.000   |
| Resumo                | Certificação | Vendas    |
| Europa (IFPI)         | Platina      | 1.000.000 |